# Condado de Wichita (Kansas)
O Condado de Wichita é um dos 105 condados do estado americano de Kansas. A sede do condado é Leoti, e sua maior cidade é Leoti. O condado possui uma área de 1 861 km² (dos quais 0 km² estão cobertos por água), uma população de 2 531 habitantes, e uma densidade populacional de 1 hab/km² (segundo o censo nacional de 2000). O condado foi fundado em 1886.